# Никола Ангелов (генерал)
Вижте пояснителната страница за други личности с името Никола Ангелов.
Никола Ангелов Илиев е български офицер, генерал-майор от Държавна сигурност.

## Биография
Роден е през 1910 г. Участва в Съпротивителното движение през Втората световна война. През 1950 г. влиза в Държавна сигурност по решение на ЦК на БКП. От 1951 до 1956 г. е началник на отдел „Следствен“ в ДС. Между 1952 и 1953 г. изкарва едногодишна школа в СССР. Бил е заместник-завеждащ отдел „Административен“ при ЦК на БКП в края на 50-те години. От 19 септември 1959 г. е генерал-майор. В периода април 1966-декември 1969 г. е заместник-министър на вътрешните работи. В същия период е началник на Народната милиция. Умира през 2002 г. През 1970 г. е награден с орден „Народна република България“ – I ст. по случай своята 60-годишнина.